# Vaglia
Vaglia là một đô thị ở tỉnh Firenze trong vùng Toscana, tọa lạc khoảng 15 km về phía bắc của Florence. Tại thời điểm ngày 31 tháng 12 năm 2004, đô thị này có dân số 5.021 người và diện tích là 57 km².
Đô thị Vaglia có các frazioni (các đơn vị cấp dưới, chủ yếu là các làng) Bivigliano, Paterno, Fontebuona, Caselline, Pratolino, Montorsoli, và Mulinaccio.
Vaglia giáp các đô thị sau: Borgo San Lorenzo, Calenzano, Fiesole, San Piero a Sieve, Sesto Fiorentino.